# Silvina Reinaudi
Silvina Reinaudi (Río Cuarto, Córdoba, 12 de marzo de 1942) es una escritora de literatura infantil y titiritera argentina, principalmente reconocida por sus numerosas obras de teatro con títeres presentadas en Argentina y España.

## Primeros años
Reinaudi nació y creció en Río Cuarto, pero en 1982 se trasladó a Buenos Aires, donde reside actualmente. Cursó las carreras de Derecho y Letras, pero no se recibió en ninguna de éstas, sino que se dedicó toda su vida a fabricar títeres, crear espectáculos y componer obras para niños. Tiene dos hijas, Martina y Luciana Miravalles.

## Carrera
En el año 1979 fundó la compañía Asomados y escondidos, junto con Roly Serrano, con la que presentó numerosas obras de títeres en Argentina y en España, entre las que se destacan Huevito de ida y vuelta, El dueño del cuento, Con la música a otra parte y Cucurucho de cuentos. Con su compañía ha creado diversos personajes que más tarde incluiría en sus cuentos publicados, tales como el perrito Rito, Marimonia y Sonio; estos dos últimos personajes aparecieron en el programa Cablín con Marimonia y Sonio, emitido por la desaparecida señal de cable infantil Cablín.
Trabaja en la revista infantil Billiken, donde es la encargada del suplemento Billy, destinado para los niños pequeños.
En 2010 dio su publicación de su historia los Chikuchis de la serie homónima de Pakapaka.

## Obras
La siguiente es la lista de obras de Silvina Reinaudi:
- El dueño del cuento (1988; con Rolando Serrano)
- Sietevidas (1993)
- Huevito de ida y vuelta (1995); con Sergio Blostein)
- Cuentos con yapa (1998)
- Cuentos con la almohada (1998)
- Sietevidas.La vuelta del gato (2001)
- Chikuchis (2010-2013)
- Pasaba por acá con los Chikuchis (2023)

## Premios
Ha recibido numerosos premios, entre los que se encuentran:
- Premio ACE al Teatro Infantil (2001)[3]
- Diploma al Mérito Infantil y Juvenil, Fundación Konex (2001)[6]
- Premio a la Trayectoria María Guerrero (2003)[7]
- Premio ATINA a la Trayectoria (2010)[8]